# ياسوتوشي ميورا
ياسوتوشي ميورا (باليابانية: 三浦 泰年) (15 يوليو 1965 في شيزوكا في اليابان – )؛ هو لاعب كرة قدم ياباني سابق كان يلعب كمدافع. سبق له أن لعب مع منتخب اليابان.

## وصلات خارجية
- ياسوتوشي ميورا على موقع رابطة كرة القدم اليابانية للمحترفين (اليابانية)
- ياسوتوشي ميورا على موقع قاعدة بيانات كرة القدم.إي يو (الإنجليزية)
- ياسوتوشي ميورا على موقع ناشيونال فوتبول تيمز (الإنجليزية)
- ياسوتوشي ميورا على موقع Soccerway.com (الإنجليزية)
- ياسوتوشي ميورا على موقع عالم كرة القدم.نت (الإنجليزية)

- National Football Teams
- Japan National Football Team Database